# Ернст Хекел
Ернст Хекел (Потсдам, 16. фебруар 1834 — Јена, 9. август 1919) био је немачки зоолог, природњак, филозоф, лекар, професор и уметник, који је открио, описао и именовао хиљаде нових врста, мапирао генеалошко стабло које обухвата све животне форме и сковали многе појмове у биологији, укључујући екологију, раздео, филогенију, и протисти. Хекел је промовисао и популаризовао рад Чарлеса Дарвина у Немачкој и развио утицајну, али не више широко подржану теорију о рекапитулацији („онтогенија рекапитулира филогенију”) тврдећи да је биолошки развој појединца, односно онтогенија, паралелан и конзистентан са еволуционим развојем његове врсте, или филогенијом.
Хекел је био професор зоологије на Универзитету у Јени. Познат је као оснивач екологије, науке коју је дефинисао као економију природе, истраживање тоталних односа организама према органској и неорганској околини и као учење о комплексним међуодносима. Био је и велики популаризатор теорије еволуције.
У част Ернста Хекела, његовим презименом назване су планине Хекел (енгл. Mount Haeckel) у САД, и на Новом Зеланду, као и астероид 12323 Häckel. Кућа у којој је Хекел становао, Вила Медуза у Јени, поседује историјски важну библиотеку.
Објављено уметничко дело Хекела обухвата преко 100 детаљних, вишебојних илустрација животиња и морских створења, сакупљених у његовом делу Kunstformen der Natur („Уметничке форме природе”). Ернст Хекел је као филозоф написао Die Welträthsel (1895–1899; у енглеском преводу: „Загонетка универзума”, 1901), генезу за термин „светска загонетка” (Welträtsel); и Слобода у науци и подучавању за подршку наставе о еволуцији.

## Биографија
Хекел је рођен 16. фебрурара 1834. године у Потсдаму, тадашњој Пруској. Завршио је средњу школу у Мерзебургу 1852. године и након тога је почео да студира медицину у Берлину и Вирцбургу. Студирао је под менторством неких од највећих научника тог времена, укључујући Алберта фон Келикера и Рудолфа Вирхова (код кога је радио као асистент). Докторирао је медицину 1857. године и након тога је добио лиценцу да ради као лекар, али је напустио то занимање након контакта са пацијентима који пате.
Вратио се на студије зоологије на Универзитет Фридрих Шилер, где је добио докторат и предавао 47 година, од 1862. до 1909. Са колегом је 1866. отишао на годину дана на Канарска острва и ту се срео са Чарлс Дарвином, Чарлс Лајелом и Томасом Хенри Хакслијем. По повратку са пута, 1867. године, се оженио са Агнес Хашки. Имали су заједно сина Валтера 1868. године и ћерке Елизабет 1871. и Ему 1873.
Отишао је на истраживања у Норвешку 1869. године и Хрватску 1871. године, где је живео у манастиру на острву Хвар. Имао је још путева 1873. године у Египат, Турску и Грчку. Отишао је у пензију 1909. године и повукао се из Лутеранистичке цркве 1910.
Поводом свог 80. рођендана је добио два тома књиге Was wir Ernst Haeckel verdanken (Шта дугујемо Ернесту Хекелу).
Жена му је преминула 1915. године. Здравље му се погоршавало и имао је неколико повреда, сломио је ногу и руку. Продао је Вилу Медуза у Јени Карл Цајс фондацији 1918. године и у њој се налази важна библиотека. Хекел је умро 9. августа 1919. године.

### Политика
Романтизам је утицао је Хекелова политичка убеђења. Био је велики заговорник Дарвинових дела, али не дарвинизма. Веровао је да организми развијају карактеристике интеракцијом са природом. Веровао је да су друштвене науке случајеви "примењене биологије" и ту фразу је искористила Нацистичка пропаганда.
Основао је групу Deutscher Monistenbund 1905. године да популаризује своја религиозна и политичка уверења. Група је опстала до 1933. године и чланови су били многи истакнути научници.

### "Први светски рат"
Хекел је био први човек који је користио термин Први светски рат. Убрзо након избијања рата, написао је: Нема сумње да ће "Европски рат"... постати први светски рат у пуном смислу тог термина.
Европски рат је постао познат као Велики рат и све до 1920. године се користио тај термин. Рат је тек касније постао познат као Први светски рат.

## Истраживања
Хекел је био зоолог, успешни уметник и илустратор, касније и професор упоредне анатомије. Аутор је многобројних уобичајених термина (нпр. филогенија, екологија, хетерохронија) као и новог еукариотског царства — протистâ (Protista). Већином су му занимања лежала у еволуцији, иако није подржавао принципе деловања природне селекцију, већ ламаркистичке идеје. Први је научник који је сматрао психологију дисциплином физиологије.
Дао је низ изворних монографија о морским бескичмењацима. Поставио је теорију гастреје, формулисао биогенетски закон. Зацртао је прве генеалогије животињског царства и поставио теорију о настанку живота из неживе материје. Бавећи се развићем животиња, дао је биогенетски закон (теорију рекапитулације): индивидуално развиће организма (онтогенија) је рекапитулација његовог еволуционог развића (филогеније). Своју идеју аргументовао је и упоредним цртежом развића ембриона код кичмењака, који се данас сматра превише поједностављеним приказом ових компликованих упоредних односа.
Хекел је нацртао и у књизи Уметнички облици у природи публиковао преко 100 детаљних илустрација (у боји) различитих животиња и морских организама. Као филозоф, написао је дела Загонетка Универзума (1895-1899) и Слобода у науци и настави (енгл. Freedom in Science and Teaching, 1878).

## Публикације
Дарвиново дело О пореклу врста је имало велики утицај, али продаја није била велика. Била је стручна књига, а не научно популарно дело. Била је дуга и компликована са мало ислустрација. Хекелова дела су представила Дарвинову идеју свету. Књига је била бестселер са доста илустрација, Natürliche Schöpfungsgeschichte, први пут објављена у Берлину 1868. године. Превођена је на многе језике и активно се штампала до 1926. године.
Хекел је износио да се људска еволуција састоји од 22 фазе и да је 21. фаза карика која недостаје. Карику је назвао Pithecanthropus alalus.
Био је плодан писац и до свог 60. рођендана је већ публиковао 42 дела, са укупно 13.000 страница, уз многе научне мемоаре и илустрације.
Хекел је публиковао монографије:
- Radiolaria (1862)
- Siphonophora (1869)
- Monera (1870)
- Calcareous Sponges (1872)
- Deep-Sea Medusae (1881)
- Siphonophora (1888)
- Deep-Sea Keratosa (1889)
- Radiolaria (1887) — са 140 илустрација и преко 4.000 нових врста.[13]

Публиковао је и дела:
- Generelle Morphologie der Organismen : allgemeine Grundzüge der organischen Formen-Wissenschaft, mechanisch begründet durch die von Charles Darwin reformirte Descendenz-Theorie (1866)
- Natürliche Schöpfungsgeschichte
- Freie Wissenschaft und freie Lehre (1877) - одговор на говор Рудолфа Вирхова, који се залагао да се еволуција не предаје у школама[13]
- Die systematische Phylogenie (1894) - сматра се његовим најбољим делом[13]
- Anthropogenie: oder, Entwickelungsgeschichte des Menschen (1874)
- Die Welträthsel (1895–1899)
- Über unsere gegenwärtige Kenntnis vom Ursprung des Menschen (1898)
- Der Kampf um den Entwickelungsgedanken (1905)
- Die Lebenswunder (1904)
- Kristallseelen : Studien über das anorganische Leben (1917)

Написао је и дела о својим путовањима:
- Indische Reisebriefe (1882)
- Aus Insulinde: Malayische Reisebriefe (1901)
- Kunstformen der Natur (1904)
- Wanderbilder (1905)